# Guess I'm Doing Fine
«Guess I'm Doing Fine» —en español: «Creo que lo estoy haciendo bien»— es una canción del músico estadounidense Beck, incluida en su álbum de 2002, Sea Change. Fue publicada como segundo y último sencillo del álbum, a través de la discográfica Geffen Records.

## Video musical
El vídeo fue dirigido por Spike Jonze y producido por Emma Wilcockson. Beck, toca una guitarra acústica a una persona anónima que no se ve en el video. Se sienta sobre lo que supuestamente es una roca blanca junto a un árbol con su guitarra. Camina alrededor con su guitarra. Se sienta a comer un sándwich y eventualmente se levanta. Su guitarra le sigue, aunque él no la toque. Beck está sentado junto a un árbol nuevo y comienza una conversación con un hombre jugando al fútbol. El hombre se sienta, y finalmente Beck se pone a jugar al fútbol con el resto de la gente. Más tarde cuando termina, sigue caminando en la acera.

## Recepción de la crítica
La canción recibió críticas positivas de los críticos y fue considerada como un punto culminante en Sea Change. La revista Rolling Stone dijo que la canción era uno de los aspectos más destacados de Sea Change y una de las canciones que lo hicieron uno de los mejores discos de Beck. Más tarde, en la revisión del álbum, la revista dijo que aún era su mejor álbum. E! Online también le dio a la canción una crítica positiva, diciendo que era uno de los puntos más destacados del álbum.

## Lista de canciones
CD Promo
1. «Guess I'm Doing Fine» – 4:49